# Zeitstrafe (Musiklabel)
Zeitstrafe ist ein deutsches Musiklabel.
Das Label hat seinen Sitz in Hamburg. Es wurde 2003 von Renke Ehmcke ursprünglich in Neumünster gegründet. 

## Veröffentlichungen (Auswahl)
- Adolar – Die Kälte der neuen Biederkeit (2013)
- Antitainment – Nach der Kippe Pogo?! (2007)
- Attack in Black – The Curve of the Earth (2008)
- Deutsche Laichen – Deutsche Laichen (2019)
- Captain Planet – Treibeis (2012)
- Escapado – Hinter den Spiegeln (2005)
- Kurhaus – A Future Pornography (2006)
- Les Trucs – Jardin Du Bœuf (2018)
- Matula – Auf allen Festen
- Rauchen – Gartenzwerge unter die Erde (2019)
- Shitney Beers – Welcome to Miami (2021)
- Tackleberry – Call Me Green (2008)
- Tigeryouth – Schmuck (2019)
- Trip Fontaine – Dinosaurs in Rocketships (2008)